# Long Live Love (canção)
"Long Live Love" (Viva o amor!)  foi a canção  britânica  no Festival Eurovisão da Canção 1974 , realizado em  Brighton, Inglaterra, Reino Unido. Foi interpretada em inglês por  Olivia Newton-John.
A referida canção tinha letra e música de Valerie Avon & Harold Spiro e foi orquestrada por Nick Ingman.
A canção britânica foi a segunda a ser interpretada na noite do evento, a seguir à canção finlandesa "Keep me warm e antes da canção espanhola "Canta y sé feliz", interpretada por Peret.  No final, a canção britânica terminou em quatro lugar (entre 17 países), tendo recebido 14 pontos. 